# Wilhelm zu Leiningen-Westerburg-Neuleiningen

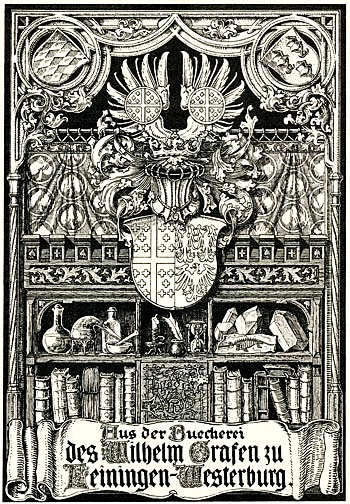
Exlibris Graf Wilhelm zu Leiningen-Westerburg, 1901

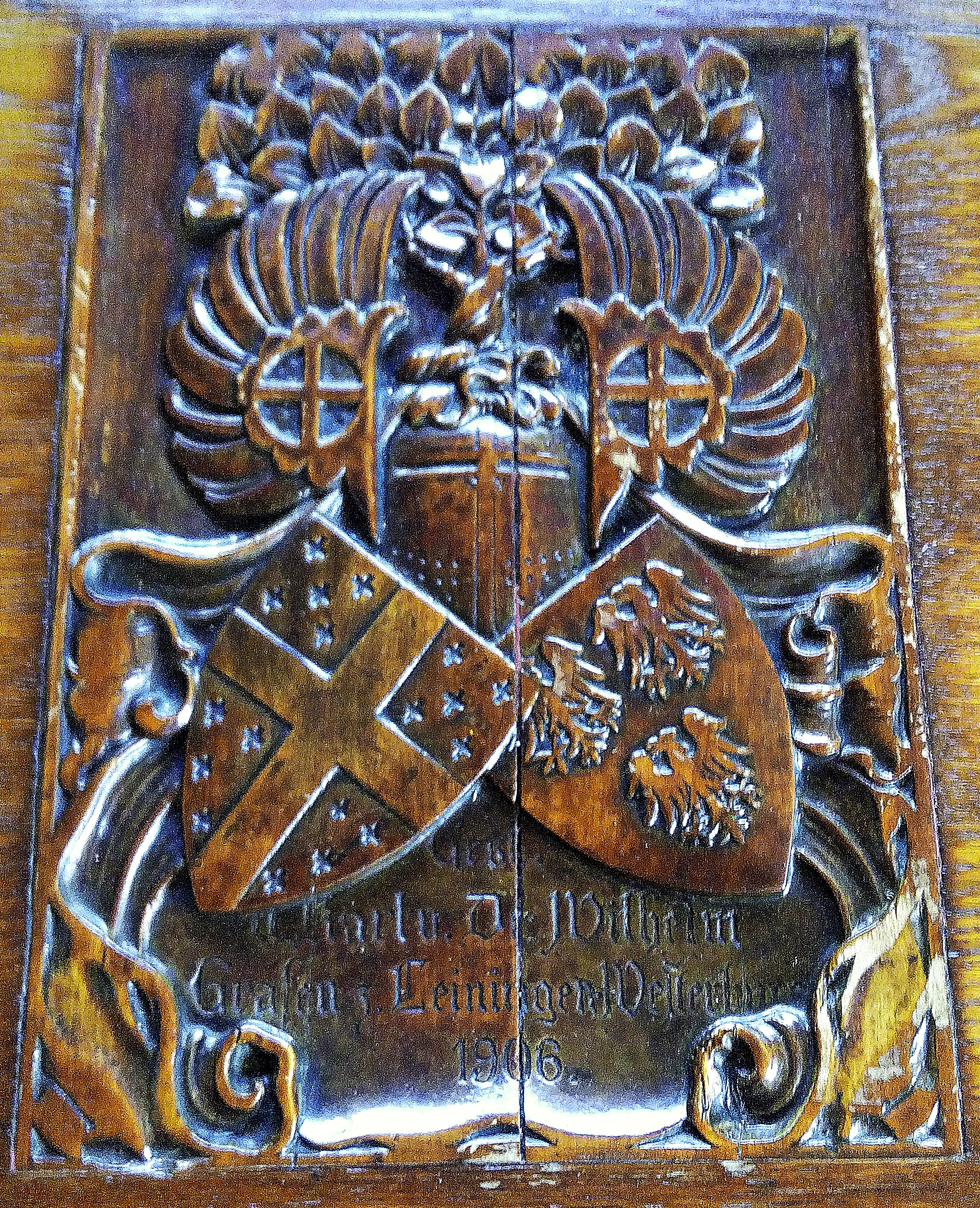
Altes Rathaus Grünstadt, Stifterinschrift der Leininger Grafen, 1906

Wilhelm Emich Thomas zu Leiningen-Westerburg-Neuleiningen (* 11. Mai 1875 in Landshut; † 8. September 1956 in Großgmain) war ein Graf von Leiningen und Professor für Agrikulturchemie.

## Leben und Wirken
Wilhelm Emich Thomas zu Leiningen-Westerburg-Neuleiningen  war der Sohn des bayerischen Reiteroffiziers Graf Wilhelm zu Leiningen-Westerburg-Neuleiningen (1824–1887) und seiner Gattin Therese Anna Adelgunde geb. Flossmann (1842–1918), Tochter des Ludwig Flossmann, Brauereibesitzer „zum Loderer“, am Anger, in München. Der Leininger Ahnherr Graf Georg II. Carl Ludwig (1666–1726) hatte im pfälzischen Grünstadt, Residenzort der Grafschaft Leiningen, Schloss Oberhof als Stammsitz des von ihm gegründeten Familienzweiges Leiningen-Westerburg-Neuleiningen erbaut.
Graf Wilhelm Emich Thomas studierte in München und Heidelberg Chemie als Hauptfach, sowie Botanik, Zoologie, Geologie, Gesteins- und Bodenkunde als Nebenfächer. Ab 1901 fungierte er in München als Assistent bei Professor Emil Ramann.
1904 promovierte der Graf an der Forstlichen Versuchsanstalt München und habilitierte sich 1907 für Agrikulturchemie sowie Bodenkunde an der Universität München. Zunächst blieb er dort als Privatdozent,
ging schließlich nach Wien und wirkte hier bis 1938 als ordentlicher Professor an der Hochschule für Bodenkultur. Er hatte den Lehrstuhl für forstliche Standortslehre und forstlich-chemische Technologie inne. Außerdem war er als Vertreter des Hochschulwesens Mitglied im Bundeskulturrat des autoritären Ständestaats und war darin erster stellvertretender Vorsitzender.
Graf Wilhelm Emich Thomas zu Leiningen-Westerburg-Neuleiningen blieb auch nach seiner Pensionierung in Österreich ansässig, siedelte sich in Großgmain bei Salzburg an  und starb dort 1956. Er war seit 1912 verheiratet mit  Kreszentia Eleonore Julie geb. Mühlbaur, die Ehe blieb kinderlos. Im Gegensatz zu den meisten seiner Leininger Verwandten gehörte er der Katholischen Kirche an. Mit ihm erlosch das Haus Leiningen-Westerburg.

## Varia
Zusammen mit seinem Cousin Graf Karl Emich zu Leiningen-Westerburg-Neuleiningen (1856–1906) stiftete er in dessen Todesjahr das Inventar im Ratssaal des Rathauses der Stammresidenz Grünstadt. Es ist bis heute (2019) erhalten und der Haupttisch trägt eine eingelassene, geschnitzte Platte, mit dem Leininger Wappen und der Inschrift „Gest. v. Karl u. Dr. Wilhelm, Grafen v. Leiningen-Westerburg, 1906“.
Es existiert ein Exlibris von 1901, gestaltet von Lorenz M. Rheude, das neben dem Familienwappen auch die Wappen Bayerns und seiner Geburtsstadt Landshut trägt. Mineralien, ein Fossil, Mörser, Chemikalienflasche, Glaskolben, Retorte und Bücher symbolisieren darauf seine wissenschaftliche Tätigkeit.

## Veröffentlichungen
- mit Carl von Tubeuf: Bozen: Schilderungen und Bilder aus dem Münchener Exkursionsgebiet. Eugen Ulmer, Stuttgart 1914 (Digitalisat).